# 奥林匹克运动会罗得西亚代表团
从1928年开始，南罗得西亚以罗德西亚的名号参加奥林匹克运动会，代表团成员包括两名拳击手，两人后来在第二回合遭淘汰。到1960年，当时属于罗得西亚与尼亚萨兰联邦的罗德西亚以罗德西亚国旗参加比赛，共派出14名来自运动员参赛，其中帆船运动员艾伦·大卫·巴特勒和克里斯托弗·贝文以第四名完赛，创下罗德西亚在1980年以辛巴威名义独立前的最好成绩。在1964年夏季奥林匹克运动会上，南德罗西亚派出29名选手，包括一支曲棍球队，是南德罗西亚最后一次以罗德西亚国旗出席奥运会。
1965年，南罗德西亚总理伊恩·史密斯宣布单方面独立，允许占总人口少数的白人管治政府。英国政府随即向1968年夏季奥林匹克运动会的主办国墨西哥施压，禁止墨西哥向南德罗西亚发出参赛邀请，同时计划支持非洲国家抵制运动会，全力阻挠罗德西亚参赛。1972年夏季奥林匹克运动会，罗德西亚获得参赛资格，运动员也顺利入住奥运村，惟国际奥林匹克委员会在最后一刻禁止运动员参加比赛。1975年，罗德西亚国家奥委会遭永久开除会籍，无法再以罗德西亚国旗参赛。至此罗德西亚从未参加过冬季奥林匹克运动会，也没有赢得过奥运会奖牌。不过在残疾人奥林匹克运动会方面，罗德西亚于1972年顺利参加比赛，选手也多次登上领奖台。

## 1928年夏季奥运会
1928年，南罗德西亚以罗德西亚国旗首次参加夏季奥运会，代表团成员包括两名参加拳击比赛的选手塞西尔·比塞特和伦纳德·霍尔。比塞特在男子轻量级比赛中首轮轮空，其后战胜墨西哥选手卡洛斯·奥雷利亚纳，最终被意大利金牌选手卡洛·奥兰迪击败；霍尔则在首轮击败德国选手威廉·华特，次轮被日本选手臼田金太郎击败。
罗德西亚是1928年奥运会上仅有的两个可以独立参赛的英国自治领，另一个是马耳他。1934年，罗德西亚首次亮相英联邦运动会。

## 1960年和1964年夏季奥运会
直到1960年夏季奥运会，罗德西亚才重新参加夏季奥运会。在此之前，罗德西亚选手可以代表南非参加国际比赛，其中在1930年大英帝国运动会上赢得次中量级组别金牌的伦纳德·霍尔就是南非的代表。1960年夏季运动会的时候，南罗德西亚是罗得西亚與尼亞薩蘭聯邦（今属马拉维、赞比亚和津巴布韦）成员国，并首次以罗德西亚国旗参赛。代表团成员由9男6女共14人组成，参加田径、拳击、跳水、帆船、射击及游泳六个大项的比赛。其中参加飞翔荷兰人级比赛的艾伦·大卫·巴特勒和克里斯托弗·贝文以第四名完赛，创下罗德西亚在奥运会的最佳成绩。1963年联邦解体后，尼亚萨兰变为马拉维，北罗德西亚和南德罗西亚开始独立参赛，其中北方以北罗德西亚名义参加，南方以南罗德西亚名义参赛，但采用赞比亚国旗。北罗德西亚共派出25名选手，包括一支曲棍球队和四名女性；曲棍球队和飞翔荷兰人级选手均以第11名完赛，个人选手创下第17名的最佳成绩。

## 遭开除会籍
1965年，南罗德西亚总理伊恩·史密斯单方面宣布从英国独立。罗德西亚获邀参加1968年冬季奥林匹克运动会，但以选手实力不足婉拒。尽管英国用相当的功夫阻挠其殖民地合法参加运动会，罗德西亚还是获得1968年夏季奥林匹克运动会的邀请。后来非洲国家在英国的支持下扬言抵制赛事，墨西哥无奈之下收回邀约。尽管南非于1964年被禁止参加奥运会，罗德西亚的体育机构从法理上看不存在种族隔离，不受禁赛规定影响。另一方面，英国政府决定不将罗德西亚的奥运选手列入禁止出境人员名单。对此，赛事组委会以1968年5月29日公布的联合国安理会第253号决议为借口，呼吁其他成员国拒绝承认罗德西亚护照，禁止罗德西亚运动会参赛。尽管计划参赛的罗德西亚运动员大多拥有好几本护照，墨西哥还是动用官僚手段推延签证，以此阻挠运动员参赛，无视罗德西亚政府多次抗议。罗德西亚原本至少派出9名个人选手、一支五人帆船队及一支曲棍球队，当中只有两位田径运动员伯纳德·佐马和马蒂亚斯·坎达不是白人，两者被视为奖牌竞争者。
1971年，国际奥委会邀请罗德西亚参加即将举行的1972年夏季奥林匹克运动会，条件是遵循1964年做法打出英国自治领的身份，包括使用西罗德西亚国旗及英国国歌《天佑女王》。这一届赛事的东道主西德所面临的压力比墨西哥小得多，因为他们没有加入联合国，不受第253号决议约束。罗德西亚派出44名运动员参加8个大项的比赛，包括一支水球队，是参赛人数及参赛项目最多的一次。然而在非洲国家扬言抵制下，国际奥委会以36票赞成、31票反对、3票弃权收回邀约。已经抵达奥运村的运动会可以继续居住及观看比赛，但不能参赛。赛事期间发生了震惊世界的慕尼黑惨案，国际奥委会主席艾弗里·布伦戴奇认为事件和抵制行动背后的政治动机性质类似，两者都在试图动摇奥林匹克精神。为了抢在1976年夏季奥林匹克运动会到来前提出罗德西亚问题，即将上任的国际奥委会主席迈克尔·莫里斯·基拉宁竭力证明罗德西亚体育界有种族歧视现象，以此作为永久撤销罗德西亚国家奥委会会籍的理由。按照委员会能够发掘的证据，国际奥委会于1975年以41票支持、26票反对永久禁止罗德西亚参加奥运会。直到白人政府倒塌、国家更名为津巴布韦，他们才重返1980年夏季奥林匹克运动会。尽管如此，由于部分政治人物因各种原因不愿意对残疾运动员实施制裁，罗德西亚照常参加了1960年、1964年、1968年和1972年的残奥会，并在残奥会上获得无数奖牌。

## 奖牌统计
| 奥运会              | 金牌 | 銀牌 | 銅牌 | 总计 |
| ------------------- | ---- | ---- | ---- | ---- |
| 1928年 阿姆斯特丹   | 0    | 0    | 0    | 0    |
| 1960年 罗马         | 0    | 0    | 0    | 0    |
| 1964年 东京         | 0    | 0    | 0    | 0    |
| 总计（共3个奥运会） | 0    | 0    | 0    | 0    |